# Litteraturåret 2006

## Händelser
- 21-24 september - Bok- & Biblioteksmässan hålls i Göteborg.
- 5 oktober – Kristina Lugn och Jesper Svenbro blir invalda i Svenska Akademien.[1]
- 24 december – Ljudboken är "årets julklapp" i Sverige[2].

## Priser och utmärkelser
- Nobelpriset – Orhan Pamuk, Turkiet[3]
- Augustpriset
  - Skönlitterär bok: Susanna Alakoski för Svinalängorna (Albert Bonniers förlag)
  - Fackbok: Cecilia Lindqvist för Qin (Albert Bonniers förlag)
  - Barn- och ungdomsbok: Per Nilsson för Svenne (Rabén & Sjögren)
- ABF:s litteratur- & konststipendium – Elsie Johansson
- Aftonbladets litteraturpris – Sara Stridsberg
- Anders och Veronica Öhmans pris – Ulf Linde
- Aniarapriset – Magnus Florin
- Anisfield-Wolf Book Award – Zadie Smith för On Beauty
- Aspenströmpriset – Staffan Westerberg
- Astrid Lindgren-priset – Ulf Nilsson
- Axel Hirschs pris – Lars-Olof Larsson och Charlotta Wolff
- Bellmanpriset – Stig Larsson
- BMF-plaketten – Linda Olsson för Nu vill jag sjunga dig milda sånger
- BMF-Barnboksplaketten – Pija Lindenbaum för Lill-Zlatan och morbror raring
- Borås Tidnings debutantpris – Andrzej Tichý för Sex liter luft
- Cervantespriset – Antonio Gamoneda
- Cikada-priset – Ko Un, koreansk poet (född 1933)
- Dan Andersson-priset – Pompeyo Lugo Méndez
- De Nios Stora Pris – Jacques Werup
- De Nios Vinterpris – Eva Mattsson och Olle Thörnvall
- Disapriset – Karin Martinsson
- Doblougska priset – Carl Fehrman och Carola Hansson, Sverige samt Hanne Bramness och Karin Gundersen, Norge
- Elsa Thulins översättarpris – Barbro Andersson
- Emilpriset – Solveig Olsson-Hultgren
- En bok för allas litterära humorpris – Fredrik Sjöberg för Flyktkonsten
- Eyvind Johnsonpriset – Göran Greider
- Franz Kafka-priset – Haruki Murakami
- Gerard Bonniers pris – Lars Gustafsson
- Gerard Bonniers essäpris – Nina Burton
- Gerard Bonniers lyrikpris – Claes Andersson för Tidens framfart
- Gleerups skönlitterära pris – Susanna Alakoski
- Gleerups facklitterära pris – Cecilia Lindqvist
- Gun och Olof Engqvists stipendium – Magnus Eriksson
- Gustaf Fröding-sällskapets lyrikpris – Bengt Emil Johnson
- Göteborgs-Postens litteraturpris – Marie Silkeberg
- Göteborgs Stads författarstipendium – Eva F. Dahlgren, Inger Lindahl och Peter Törnqvist
- Hedenvind-plaketten – Majgull Axelsson
- Ivar Lo-priset – Aino Trosell
- John Landquists pris – Anders Piltz
- Kallebergerstipendiet – Helena Eriksson
- Karin Boyes litterära pris – Salim Barakat
- Karl Vennbergs pris – Ulf Eriksson och Ernst Brunner
- Katapultpriset – Elise Ingvarsson för Beror skrymmande på och Martin Högström för Transfutura (delat pris)
- Kellgrenpriset – Anders Piltz
- Kungliga priset – Gun Widmark
- Lars Ahlin-stipendiet – Peter Kihlgård
- Letterstedtska priset för översättningar – Jim Jakobsson för översättningen av Edmund Husserls Idéer till en ren fenomenologi och fenomenologisk filosofi
- Lotten von Kræmers pris – Cecilia Lindqvist
- Lundequistska bokhandelns litteraturpris – Katarina Kieri
- Mare Kandre-priset – Anne Swärd
- Maria Gripe-priset – Ulf Stark
- Moa-priset – Birgitta Holm
- Mårbackapriset – Leif Stinnerbom
- Neustadtpriset – Claribel Alegría, Nicaragua
- Nordiska rådets litteraturpris – Göran Sonnevi, Sverige för Oceanen
- Orangepriset – Zadie Smith för On Beauty
- Prix Femina – Nancy Huston
- Samfundet De Nios Astrid Lindgren-pris – Svenska barnboksinstitutet
- Samfundet De Nios Särskilda pris – Britt Edwall, Bo Grandien, Birgit Munkhammar, Gunnar Balgård, Anita Goldman, Staffan Bergsten och Inger Alfvén
- Schullströmska priset för barn- och ungdomslitteratur – Gunilla Bergström
- Schückska priset – Roland Lysell
- Signe Ekblad-Eldhs pris – Agneta Pleijel
- Siripriset – Jonas Gardell för Jenny
- Stiftelsen Natur & Kulturs översättarpris – Hans Björkegren och Cristina Lombardi
- Stiftelsen Selma Lagerlöfs litteraturpris – Lars Jakobson
- Stig Sjödinpriset – Kjell Eriksson
- Stina Aronsons pris – Carola Hansson-Boëthius
- Svenska Akademiens stora pris – Sture Linnér
- Svenska Akademiens nordiska pris – Pia Tafdrup, Danmark
- Svenska Akademiens tolkningspris – Daniela Marcheschi
- Svenska Akademiens översättarpris – Jeanette Emt
- Svenska Dagbladets litteraturpris – Lars Jakobson för Vid den stora floden
- Sveriges Radios romanpris – Eva Adolfsson för Förvandling
- Sveriges Radios novellpris – Håkan Nesser för novellen Förrättningen
- Sveriges Radios lyrikpris – Åsa Maria Kraft för Bevis
- Tegnérpriset – Gunnar D Hansson
- Tidningen Vi:s litteraturpris – Jonas Hassen Khemiri
- Tollanderska priset – Inga-Britt Wik
- Tranströmerpriset – Lars Gustafsson
- Tucholskypriset – Nasser Zarafshan, Iran
- Wahlström & Widstrands litteraturpris – Anders Paulrud
- Årets bok-Månadens boks litterära pris – Stieg Larsson
- Övralidspriset – Ronny Ambjörnsson

## Nya böcker

### A – G
- Alfons och soldatpappan av Gunilla Bergström[4]
- Allt av Martina Lowden[5]
- Att alltid andas i sex takter av Ola Karlman
- Autonomisk manual av Janne Bergquist
- Bert och Heman Hunters av Anders Jacobsson och Sören Olsson[6]
- Besøket av Stig Sæterbakken
- Busters öron av Maria Ernestam
- Drömfakulteten av Sara Stridsberg
- Drömmaren och sorgen av Eva-Marie Liffner
- Där vi en gång gått av Kjell Westö
- Dödslängtan av Björn Hellberg
- Edward Finnigans upprättelse av Roslund & Hellström
- Efterskalv av Arne Dahl
- Emilia på gymnastik av Anna Dunér
- En bit av mitt hjärta 2006 - Piece of my heart av Peter Robinson
- En halv gul sol av Chimamanda Ngozi Adichie
- En sorts mamma kallad av Helene Rådberg
- Främmande fågel av Anna Jansson
- Guld som glimmar av Anna Charlotta Gunnarson

### H – N
- Hör bara hur ditt hjärta bultar i mig av Bodil Malmsten
- Kärleksbarnet av Hillevi Wahl
- Italienska skor av Henning Mankell
- Livsklättraren av Sigrid Combüchen
- Maria och Artur av Jan Arnald
- Medicinska memoarer av P.C. Jersild
- Mot dagen av Thomas Pynchon
- Nobels testamente av Liza Marklund

### O – U
- Raga. Att nalkas den osynliga kontinenten av J.M.G. Le Clézio
- Sagoresan av Astrid Lindgren (postumt)[7]
- Skisser till ett århundrade av Håkan Sandell
- Skuggat byte - Twelve sharp av Janet Evanovich
- Snabba cash av Jens Lapidus[5]
- Spegelscener av Peter Englund
- Spik och panik Sune av Anders Jacobsson och Sören Olsson[8]
- Svarta klasar av Carina Karlsson
- Svinalängorna av Susanna Alakoski[5]
- Tandooriälgen av Zac O'Yeah
- Täcknamn Shakespeare: Edward de Veres hemliga liv av Gösta Friberg och Helena Brodin

### V – Ö
- Vandring under jorden – Fredsgatan 2 av Ernst Brunner
- Vi är luftens drottning av Pauline Wolff
- Vit som marmor av Carina Burman
- Vren: Tornens hemlighet av Lotta Olivecrona
- Ximen Nao och hans sju liv av Mo Yan
- Zorn und Zeit av Peter Sloterdijk

## Avlidna
- 3 februari – Marianne Greenwood, 89, svensk fotograf och författare.
- 4 februari – Betty Friedan, 85, amerikansk författare och feminist.
- 4 februari – Anders Frostenson, 99, svensk författare och präst.
- 9 februari – Sven Fagerberg, 87, svensk författare.
- 11 februari – Harry Schein, 81, svensk författare och debattör.
- 11 februari – Peter Benchley, 65, amerikansk författare.
- 21 februari – Gennadij Ajgi, 71, tjuvasjisk-rysk poet.
- 24 februari – Octavia Butler, 58, amerikansk författare.
- 28 februari – Lars Bäckström, 81, svensk författare, litteraturkritiker och översättare.
- 27 mars – Stanisław Lem, 84, polsk science fictionförfattare.
- 9 april – Vilgot Sjöman, 81, svensk författare och regissör.
- 13 april – Muriel Spark, 88, brittisk författare.
- 25 april – Jane Jacobs, amerikansk författare samt arkitektur- och stadsplaneringskritiker.
- 30 april – Pramoedya Ananta Toer, 81, indonesisk författare.
- 13 maj – Östen Sjöstrand, 80, svensk författare och ledamot av Svenska Akademien.
- 25 maj – Lars Gyllensten, 84, svensk författare och Svenska Akademiens före detta ständige sekreterare.
- 20 juni – Barbro Gummerus, 65, svensk författare.
- 4 juli – Carl-Adam Nycop, 96, svensk journalist, tidningsman och författare.
- 17 juli – Mickey Spillane, amerikansk deckarförfattare, skapare av Mike Hammer.
- 27 juli – Göran Printz-Påhlson, 75, svensk poet, litteraturkritiker och översättare.
- 28 juli – David Gemmell, 57, brittisk fantasyförfattare.
- 30 juli – Duygu Asena, 60, turkisk författare, kolumnist och aktivist.
- 30 augusti – Naguib Mahfouz, 94, egyptisk författare, nobelpristagare 1988.
- 1 september – György Faludy, 95, ungersk författare.
- 11 september – Joachim Fest, 79, tysk historiker och författare.
- 15 september – Oriana Fallaci, 77, italiensk författare, journalist och debattör.
- 29 oktober – Runer Jonsson, 90, svensk journalist och författare.
- 10 november – Pelle Sollerman, 92, svensk författare.
- 10 november – Jack Williamson, 98, amerikansk science fictionförfattare.
- 5 december – Rune Nordin, 80, svensk författare.
- 21 december – Philippa Pearce, 86, brittisk barnboksförfattare.

### Fotnoter
1. ↑  Svenska Akademiens ledamotsregister
2. ↑  "Årets julklapp" i Sverige Arkiverad 22 januari 2011 hämtat från the Wayback Machine.
3. ↑  ”Nobelpriset i litteratur”. https://www.nobelprize.org/prizes/lists/all-nobel-prizes-in-literature/. Läst 20 mars 2011.
4. ↑  ”Alfons Åberg”. Arkiverad från originalet den 8 december 2012. https://web.archive.org/web/20121208044934/http://www.alfons.se/fakta_bok_alfons.asp. Läst 21 mars 2011.
5. 1 2 3  Gradvall, Nordström, Nordström, Rabe, Jan, Björn, Ulf, Anina. Tusen svenska klassiker. Norstedts Förlagsgrup. Läst 12
6. ↑  Bert
7. ↑  ”Astrid Lindgren”. http://www.astridlindgren.se/verken/bocker/bilderbocker. Läst 21 mars 2011.
8. ↑  Boktips Arkiverad 28 juni 2012 hämtat från the Wayback Machine.